# Овчарук Валерія Євгеніївна
Вале́рія Євге́ніївна Овчару́к (нар. 1991, Луганськ — 8 січня 2020, Тегеран) — бортпровідниця рейсу PS752 Boeing 737. Герой України.

## Біографія
Народилася 1991 року в Луганську.
Проживала в Києві та тимчасово — в Одесі.
Працювала бортпровідницею авіакомпанії «МАУ» з 2015 року.
8 січня 2020 року загинула внаслідок збиття літака Boeing 737 рейсу PS752 авіакомпанії «Міжнародні авіалінії України» ракетами Протиповітряної оборони Ірану. За словами офіційних представників Ірану, причиною трагедії став людський фактор.

## Нагороди
- Звання Герой України з удостоєнням ордена «Золота Зірка» (29 грудня 2020, посмертно) — за героїзм і самовіддані дії, виявлені під час виконання службового обов'язку[6]